# Saint-Christophe (Rhône)
Saint-Christophe is een plaats en was een gemeente in het Franse departement Rhône (regio Auvergne-Rhône-Alpes) en telt 233 inwoners (1999). De plaats maakt deel uit van het arrondissement Villefranche-sur-Saône.
Op 1 januari 2019 ging de gemeente Saint-Christophe op in de nieuw gevormde gemeente Deux-Grosnes. Bij die fusie gingen ook de buurgemeenten Avenas, Monsols, Ouroux, Saint-Jacques-des-Arrêts, Saint-Mamert en Trades op in Deux-Grosnes.

## Geografie
De oppervlakte van Saint-Christophe bedraagt 14,5 km², de bevolkingsdichtheid is 16,1 inwoners per km².
De onderstaande kaart toont de ligging van Saint-Christophe (Rhône) met de belangrijkste infrastructuur en aangrenzende gemeenten.

## Demografie
Onderstaande figuur toont het verloop van het inwonertal (bron: INSEE-tellingen).

Avenas · Monsols · Ouroux · Saint-Christophe · Saint-Jacques-des-Arrêts · Saint-Mamert · Trades